# Lammershagen
Lammershagen là một đô thị thuộc huyện Plön, trong bang Schleswig-Holstein, nước Đức. Đô thị Lammershagen có diện tích 26,97 km², dân số thời điểm 31 tháng 12 năm 2006 là 296 người.